# Peter Kurmann

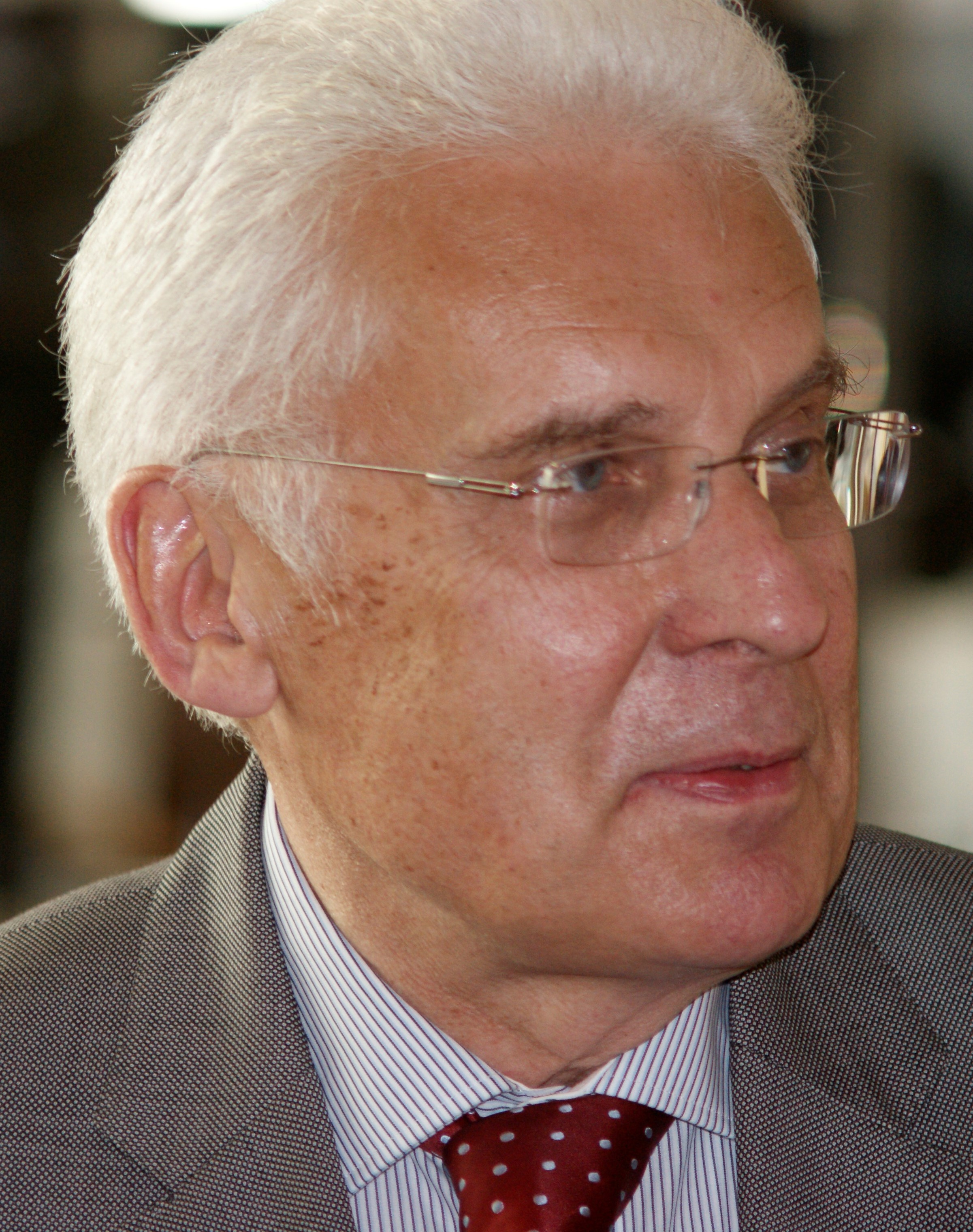
Peter Kurmann im Jahr 2013, aufgenommen von Werner Maleczek auf einer Reichenau-Tagung des Konstanzer Arbeitskreises für mittelalterliche Geschichte

Peter Kurmann (* 31. Dezember 1940 in Littau) ist ein Schweizer Kunsthistoriker. Seine Forschungstätigkeit machte ihn zu einem führenden Experten auf dem Gebiet der gotischen Kunst.

## Leben und Wirken
Peter Kurmann verbrachte Kindheit und Schulzeit in Luzern. Schon früh interessierte sich Kurmann für die Architektur der französischen Kathedralen. Er legte 1960 die Matura am humanistischen Gymnasium Luzern ab. Er studierte von Wintersemester 1960 bis Wintersemester 1967 Kunstgeschichte, Allgemeine Geschichte und Historische Hilfswissenschaften an den Universitäten Zürich, Paris (Sorbonne) und Basel. Er wurde 1967 bei Hans Reinhardt in Basel promoviert mit einer architekturhistorischen Arbeit über die Kathedrale von Meaux. Die Dissertation bildet zugleich den Auftakt für die neue Reihe der Société Française d’Archéologie. Er war von 1968 bis 1974 Hochschulassistent am Kunsthistorischen Institut der Universität Basel, dann von 1975 bis 1979 als Stipendiat des Schweizerischen Nationalfonds. Er war von 1979 bis 1981 war Hochschulassistent an der Freien Universität Berlin. Er habilitierte sich 1980 mit einer Studie über die Reimser Westfassade. Damit legte er ein Standardwerk zur gotischen Kunst vor.
Kurmann war Professor für mittelalterliche Kunstgeschichte an der Universität Regensburg (1981–1983), an der Freien Universität Berlin (1983–1987), an den Universitäten Genf (1987–1990) und Freiburg/Schweiz (1990–2010). Berufungen an die Otto-Friedrich-Universität Bamberg (1991) und an der Universität Tübingen (1993) lehnte er ab. Ab Frühjahr 2009 war er Lehrbeauftragter für Geschichte der Architektur des Mittelalters an der Eidgenössischen Technischen Hochschule Zürich. Zu seinen akademischen Schülern gehört unter anderem Marc Carel Schurr.
Seit 1992 ist er Vorstandsmitglied der Vereinigung der Kunsthistoriker in der Schweiz. Seit 1994 ist er im wissenschaftlichen Beirat der Société Française d’Archéologie. Er wurde im Oktober 1999 Mitglied des Konstanzer Arbeitskreises für mittelalterliche Geschichte. In Freiburg war er Mitglied des Mediävistischen Instituts. Ihm wurde 2002 die Ehrendoktorwürde durch die Universität Reims und 2013 durch die Karls-Universität Prag verliehen. Er war Gastprofessor an der Universität Lausanne (1995/66), der École nationale des chartes in Paris (2004), der École pratique des hautes études in Paris (2005), Richard-Krautheimer-Gastprofessur am Max-Planck-Institut für Kunstgeschichte (Bibliotheca Hertziana) in Rom (2006/07). Kurmann wurde Mitglied in verschiedenen Gremien der Denkmalpflege in Frankreich und in der Schweiz, darunter die Kathedralen von Freiburg/CH, Lausanne, Auxerre und Reims.
Seine Forschungsschwerpunkte sind die Kunst- und Architekturgeschichte des hohen und späten Mittelalters in Frankreich und Deutschland, Geschichte und Theorien der Denkmalpflege. Kurmann war ab 1991 an einem Großprojekt zur Erforschung des Regensburger Doms („Interdisziplinäre Gesamtbearbeitung des Doms zu Regensburg“) beteiligt. Mit seiner Frau Brigitte Kurmann-Schwarz veröffentlichte er ein Werk über die Landshuter Kirche St. Martin und eine vielbeachtete Darstellung über die Kathedrale von Chartres.

## Schriften
Schriftenverzeichnis
- Stephan Gasser, Christian Freigang, Bruno Boerner (Hrsg.): Architektur und Monumentalskulptur des 12.–14. Jahrhunderts. Produktion und Rezeption. Festschrift für Peter Kurmann zum 65. Geburtstag. Lang, Bern u. a. 2006, ISBN 3-03910-679-1, S. 769–779.

Monographien
- mit Brigitte Kurmann-Schwarz: Chartres. Die Kathedrale (= Monumente der Gotik. Band 3). Schnell + Steiner, Regensburg 2001, ISBN 3-7954-1234-X.
- La facade de la cathèdrale de Reims. Architecture et sculpture des portails. Payot, Lausanne u. a. 1987, ISBN 2-601-00630-7.
- La cathédrale Saint-Étienne de Meaux. Étude architecturale (= Bibliothèque de la Société Française d’Archéologie / Société Française d’Archéologie. Band 1). Arts et Métiers Graphiques u. a., Paris 1971

Herausgeberschaften
- mit Thomas Zotz: Historische Landschaft – Kunstlandschaft? Der Oberrhein im späten Mittelalter (= Vorträge und Forschungen. Band 68). Thorbecke, Ostfildern 2008, ISBN 978-3-7995-6868-5 (online).
- mit Martin Rohde: Die Kathedrale von Lausanne und ihr Marienportal im Kontext der europäischen Gotik (= Scrinium Friburgense. Band 13). De Gruyter, Berlin 2004, ISBN 978-3-11-017916-3.